# جزيرة ويتار

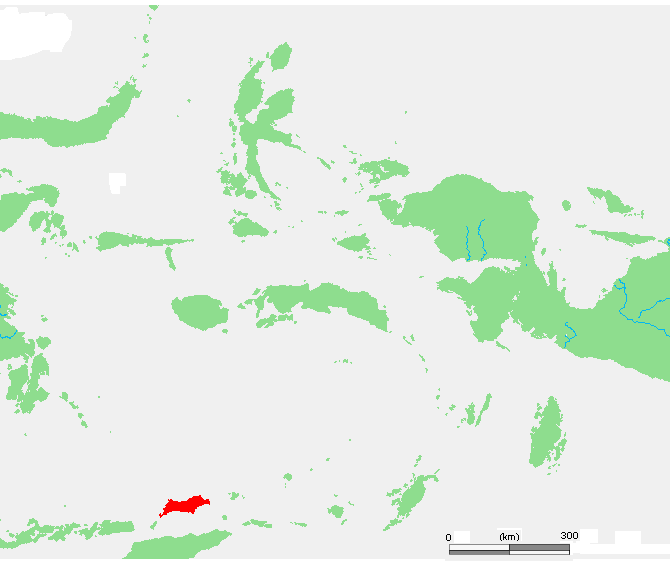
موقع جزيرة ويتار ضمن جزر مالوكو

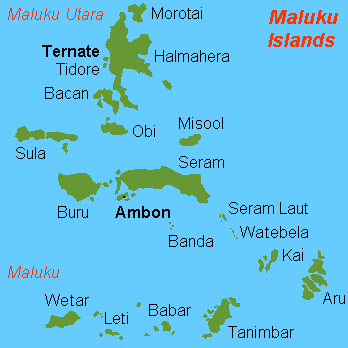
خارطة جزر مالوكو

جزيرة ويتار الاستوائية هي أكبر جزر بارات دايا الإندونيسية وتقع في أقصى غرب المجموعة، وتتبع مقاطعة مالوكو. وتقع شرق جزر سوندا الصغرى، والتي تشمل جزيرة ألور القريبة وجزيرة تيمور،

## موقع الجزيرة
تقع في جزيرة تيمور على مسافة 50 كم جنوباً عبر مضيق ويتار. أما جزيرة ألور فتقع غرباً عبر مضيق أومباي. جزيرة ليران الصغيرة جداً تقع باتجاه الجنوب الغربي مع جزيرة أتاورو التيمورية الشرقية. يقع بحر باندا شمال الجزيرة، أما جزيرتي دامار ورومانغ وغيرها من الجزر الرئيسية في جزر بارات دايا فتقع شرقها.

## مدن الجزيرة
المدن الرئيسية في الجزيرة هي:
- ليوبا، في شمال غرب الجزيرة
- إلواكي، في الجنوب
- واسيري، في الشمال
- ماسابون، في الشرق
- آروالا، في شمال شرق الجزيرة

## جغرافية الجزيرة
يبلغ قطر جزيرة ويتار 130 كيلومتراً من الشرق إلى الغرب، و 45 كيلومتراً من الشمال إلى الجنوب. وتبلغ مساحتها 3600 كيلومتراً مربعاً، وهي محاطة بالشعاب المرجانية والبحار العميقة، من أبرز معالمها بحيرة تيهو، وهي البحيرة العذبة الوحيدة في الجزيرة، أعلى نقطة في الجزيرة هي 1412 متراً فوق مستوى سطح البحر.
هناك عدد من مناجم الذهب في جزيرة ويتار، مستثمرة بشكل سيئ، وتشكل مصدر خطر بيئي.

## السكان
معظم السكان هم من أصل بابوا. معظمهم من المسلمين، ولكن هناك بعض المسيحيين أيضا.
هناك عدد من اللغات التيمورية في الجزيرة، والتي هي فرع من لغات الملايو-بولينيزية، ومنها اللغة الويتارية منتشرة في جزيرة ويتار والجزير القريبة مثل جزيرة ليران وجزيرة أتاورو. من اللغات الأخرى:
- لغة أبوتاي
- لغة تالور
- لغة بيراي
- لغة توغون
- لغة إليئون

ويتحدث كل واحدة من هذه اللغات مجموعات صغيرة بحدود 1000 شخص لكل منها. ويشيع استخدام اللغة الإندونيسية الوطنية أو اللغة الملاوية الأمبونية الإقليمية.

## الاقتصاد
النشاط الاقتصادي الرئيسي في جزيرة ويتار هو زراعة المحاصيل الزراعية اليومية، وبصورة رئيسية من ساغو. تجمع أيضا دروع السلاحف وتصديرها إلى الدول التي لا تحظر هذه التجارة.